# Karel Hendrik Derkzen van Angeren

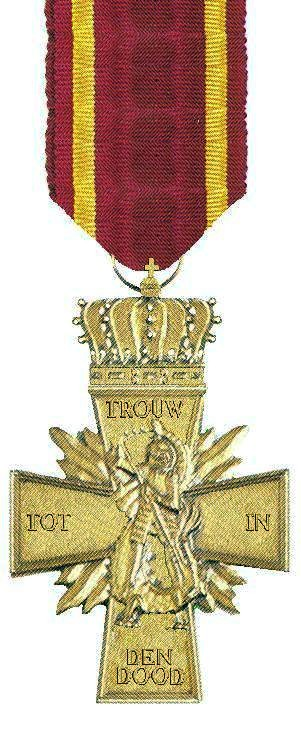
Verzetskruis

Karel Hendrik Derkzen van Angeren (Hof van Delft, 2 februari 1903 - Keulen, 25 november 1943) was procuratiehouder van het Swarttouw-bedrijf Quick Dispatch in Antwerpen toen de Tweede Wereldoorlog uitbrak.
Karel Derkzen was de zoon van Anthonius Philippus Derkzen van Angeren (1878) en Maria Wijnanda de Roo (1880), die in 1901 in Delft in het huwelijk traden. Hij had een jongere zuster Petronella.

## Oorlogsjaren
Op december 1941 werd Derkzen door C.L. Kist gerekruteerd om inlichtingen in te winnen over Duitse vliegvelden en munitiedepots. Hiervoor trok hij enkele mannen aan, w.o. zijn voormalige Nederlandse buurman Petrus-J. Clemens, die bij Bell Telephone werkte en ook een paar collegae aantrok. Zo vormde zich de 'Antwerpse Groep'. De groep rapporteerde aan Charles Schepens, die aan de Haachtse Steenweg woonde.
Kist en zijn reisgenoot G. Vinkensteyn werden op 9 januari 1942 in de trein op weg naar Nancy, maar nog voor de grens, aangehouden en overgebracht naar de gevangenis van Sint-Gillis. Later werd Kist overgebracht naar Nederland en op 24 juni 1943 terechtgesteld. Derkzen en de opvolger van Kist, G.A. de Jong, hebben nog geprobeerd uit te zoeken of ze werden verraden, maar Schepens wist dat ook niet zeker. Aangenomen wordt dat Jules Renuart hiermee te maken had. Hij was sinds 1942 koerier voor de Franse Inlichtingendienst maar bleek later ook Abwehr-agent  te zijn.
Op 13 en 14 april 1942 werden vader en zoon Van Dulken en Karel Derkzen in Antwerpen aangehouden. Op 14 april vonden in Brussel door toedoen van Renuart ook vier aanhoudingen plaats van Fronville, Lambrechts en het echtpaar Van Haute. Charles Schepens vertrok vervolgens naar Frankrijk. Uiteindelijk ging hij naar Engeland.
Derkzen werd in de Klingelpützgevangenis in Keulen onthoofd.

## Onderscheiden
Postuum werd Karel Derkzen van Angeren onderscheiden met het Verzetskruis (KB nr 1 d.d. 22 oktober 1946).

## Trivia
Quick Dispatch was van Henk van Dulken en zijn zoon Frans, die met Anna Maria Swarttouw was getrouwd. Henk was in Antwerpen bovendien voorzitter van de Nederlandsche Vereeniging. De familie Van Dulken maakte deel uit van de Van Niftrik-route.